# Daniel Aselo Okito Wa Koy
Daniel Asselo Okito Wankoy est un homme politique de la république démocratique du Congo.
De 2021 à 2023, il est vice-Premier ministre de l'Intérieur, de la Sécurité, de la Décentralisation et des Affaires coutumières  au sein du gouvernement Lukonde I.